# På kryss till Rio
På kryss till Rio (originaltitel: Romance on the High Seas) är en amerikansk film från 1948 i regi av Michael Curtiz. Filmen är en musikal och innebar filmdebuten för Doris Day, som då enbart var känd som sångare. Filmmusiken Oscarnominerades, men filmen vann inget pris.

## Handling
Makarna Elvira och Michael Kent misstänker varandra för otrohet. Sångerskan Georgia Garrett tar Elviras identitet på en Rio-kryssning, och en detektiv som Michael anlitar tror nu att Georgia är Elvira.

## Rollista
- Jack Carson - Peter Virgil
- Janis Paige - Elvira Kent
- Don DeFore - Michael Kent
- Doris Day - Georgia Garrett
- Oscar Levant - Oscar Farrar
- S.Z. Sakall - farbror Lazlo Lazlo
- Fortunio Bonanova - Plinio
- Eric Blore - skeppsläkare
- Franklin Pangborn - hotellreceptionist i Rio
- Leslie Brooks - Medwick
- William Bakewell - Dudley